# Mount Vernon (Nowy Jork)
Mount Vernon – miasto w stanie Nowy Jork, w hrabstwie Westchester. W 2000 r. miasto to na powierzchni 11,3 km² zamieszkiwało 68 355 osób. Miasto to założono w 1664 r.
Zabytek: kościół z XVIII w.